# Манхэттенское восстание
Манхэттенское восстание (тайск.: กบฏแมนฮัตตัน) — неудачная попытка государственного переворота в июне 1951 года, которую предприняли офицеры флота против премьер-министра Таиланда Пибуна Сонгкрама. Во время церемонии вручения дноуглубительного судна «Манхэттен», которое США преподнесли тайским военным в знак дружбы и сотрудничества, офицеры морского флота взяли премьер-министра Пибуна Сонгкрама в заложники на одном из судов. Офицеры выступали против диктатуры премьер-министра, требовали роспуска правительства и введения новой Конституции Таиланда.

## Пибун в плену
21 июня 1951 года проходила церемония передачи Таиланду военно-морскими силами США дноуглубительного судна «Манхэттен». На церемонии присутствовал премьер-министр Пибун Сонгкрам. Молодые офицеры военно-морского флота Таиланда схватили премьер-министра и держали в заложниках на борту флагмана тайландского флота корабле береговой обороны «Шри Аётха». Организатор «восстания» — Манат Чарупа — требовал от премьер-министра ухода в отставку. Пибун отказался выполнить требование о добровольной отставке, тогда Манат Чарупа провозгласил роспуск правительства диктатора и создание своего военного правительства. Однако действующая власть не собиралась уступать. Переговоры между Пибуном и заговорщиками оказались безуспешными. Пибун отказался ввести в действие Конституцию, упраздняющую его диктатуру, вернуть полагающееся положение и титулы королю и членам династии, вернуть из изгнания ряд опальных политиков и членов королевской династии.
Почти двое суток в пригородах столицы шли бои между сухопутными войсками, верными Пибуну, и военно-морскими подразделениями, стоявшими на стороне заговорщиков. Министр обороны Сарит Танарат и министр внутренних дел Пао Сианон решили даже ценой жизни диктатора разгромить заговорщиков. «Шри Аётха» подвергся бомбардировке с воздуха, а также расстрелу орудийными расчетами. С борта эсминца был открыт ответный огонь. Одновременно бомбежке подверглось второе судно заговорщиков — канонерка, на которую перевезли пленного фельдмаршала. Во время бомбежки корабля и канонерки Пибуну удалось воспользоваться неразберихой и вырваться из-под охраны, он вплавь добирался до берега.

## СМИ о перевороте
Газета Bangkok Post 21 июня 1951 года вышла с заголовками «Премьер все ещё в плену», «Группа заговорщиков поддерживается военно-морскими подразделениями», «Удерживаемый в качестве пленника премьер выступил по радиоканалу военно-морских сил».

## Итоги переворота
После подавления мятежа руководство военно-морского флота было немедленно уволено, включая главнокомандующего ВМС адмирала Синдху. Ещё семьдесят офицеров были отстранены от исполнения своих обязанностей. Более 1300 моряков, подозреваемых в присоединении к мятежу или оказании помощи мятежникам, были арестованы. Все находившиеся в составе ВМС боевые самолёты были переданы военно-воздушным силам. Тяжелое морское вооружение было конфисковано. Военно-морские базы в Бангкоке были переведены во внешние провинции, такие как Чонбури и Самутпракан. Тайская морская пехота подверглась сокращению и была передана под командование армии. Военно-морской подводный флот был выведен из эксплуатации.
Глава мятежа Манат Чарупа первоначально скрылся в Бирме, однако вскоре вернулся и также отправился в заключение.